# Sint-Jacobuskerk (Zuilen)
De Sint-Jacobuskerk is een kerkgebouw in de Utrechtse wijk Zuilen. Tegenwoordig draagt het niet meer deze naam, maar staat het bekend als de Best Life Church, naar de gelijknamige Evangelische gemeente. Het kerkgebouw was oorspronkelijk gewijd aan Jakobus de Meerdere, in 2017 is het gebouw onttrokken aan de eucharistieviering. Best Life Church heeft hierna het gebouw in gebruik genomen voor hun diensten. Het was de derde katholieke kerk in Zuilen na de Ludgeruskerk en de Salvator(nood)kerk aan de Adriaan van Bergenstraat in 1933 (nu een Koptische Kerk). In 1962 werd de definitieve Sint-Salvatorkerk aan de Pionstraat in gebruik genomen. 

## Geschiedenis
Door de groei van Zuilen (tot 1954 een buurgemeente van Utrecht) kwam er behoefte aan een derde kerkgebouw. De Ludgeruskerk aan de Amsterdamsestraatweg werd simpelweg te klein. Op 27 april 1954 richtte aartsbisschop-coadjutor mgr. Bernardus Alfrink per 3 mei 1954 de nieuwe parochie op. De eerste tekeningen van de nieuwe kerk dateren van 31 oktober en 1 november 1953. De heer H.W. Valk was aangesteld als architect. Hij ontwierp een Traditionalistisch gebouw dat was gebaseerd op een romaanse basiliek en is christocentrisch van opzet. Het gebouw werd in 1956 voltooid. Op 6 oktober 1957 werd de kerk ingewijd. In 2016 besloot het parochiebestuur de kerk als katholieke kerk te sluiten. De laatste eucharistieviering vond plaats op 12 oktober 2017.
Op 5 november 2017 hield Best Life Church de eerste dienst in dit gebouw. 
Historische kerkgebouwen:
Sint-Augustinuskerk · Buurkerk · Sint-Catharinakathedraal · Domkerk · Doopsgezinde kerk · Geertekerk · Jacobikerk · Jacobuskerk · Janskerk · Kerkenkruis · Lutherse Kerk · Mariakerk · Maria Minor · Nicolaïkerk · Pieterskerk · Sint-Gertrudiskathedraal · Sint-Martinuskerk · Sint-Salvatorkerk · Sint-Willibrordkerk · Westerkerk

Overige kerkgebouwen:
Adventkerk · Bethelkerk · Blijde Boodschapkerk · Gerardus Majellakerk · Heilig Hartkerk · Holy Trinity Church · H. Johannes de Doper en H. Bernarduskerk · Johanneskerk · Mattheüskerk · Nieuwe Kerk · Sint-Aloysiuskerk ·Sint-Antoniuskerk · Sint-Dominicuskerk · Sint-Gertrudiskerk · Sint-Jacobuskerk · Sint-Josephkerk · Sint-Rafaëlkerk · Stefanuskerk · Tuindorpkerk · Wederkomst des Herenkerk · Wilhelminakerk · Willem de Zwijgerkerk

Deels gesloopte kerken:
Oranjekerk

Gesloopte kerken:
Christus Koningkerk · Begijnekerk · Heilig Kruiskapel · Johannes de Doperkerk  · Julianakerk · Lucaskerk · Onze-Lieve-Vrouw-van-Goede-Raadkerk · 
Onze-Lieve-Vrouw-ten-Hemelopnemingkerk · Oosterkerk · Sint-Bernarduskerk · Sint-Dominicuskerk (Walsteegkerk) · Sint-Ludgeruskerk · Sint-Monicakerk · Sint-Nicolaaskerk · Sint-Pauluskerk · Sint-Salvatorkerk · Vaartkerk · Zuiderkerk

Voormalige kerken:
Emmaüskerk · Noorderkerk · Leeuwenbergkerk · Sint-Isidoruskerk

Lijst van kerken in Utrecht